# 七月のランデヴー
七月のランデヴー (しちがつのランデヴー、フランス語: Rendez-vous de juillet、英:Rendezvous in July）は、1949年に公開されたフランスの喜劇映画。 
監督、脚本はジャック・ベッケル。1949年のカンヌ国際映画祭のコンペティション部門に出品された。 2016年のカンヌ国際映画祭クラシックス部門にて上映された。 2018年ニューヨークプレミアでも上映された。ニューヨーク・タイムズは『魅力、機知、魂』が豊富に散りばめられていると評しました。